# Villaluenga de la Sagra
Villaluenga de la Sagra ist ein Ort und eine zentralspanische Gemeinde (municipio) mit 4.171 Einwohnern (Stand: 2024) in der Provinz Toledo im Norden der Autonomen Gemeinschaft Kastilien-La Mancha. 

## Lage und Klima
Villaluenga de la Sagra liegt etwa 45 km (Fahrtstrecke) südsüdwestlich von Madrid und etwa 19 km nordnordöstlich von Toledo in der historischen Provinz La Mancha in einer Höhe von ca. 520 m. Durch die Gemeinde führen die Autovía A-42 und die Autopista AP-41.
Das Klima im Winter ist rau, im Sommer dagegen trocken und warm; der spärliche Regen (ca. 447 mm/Jahr) fällt überwiegend in den Wintermonaten.

## Bevölkerungsentwicklung
| Jahr      | 1970 | 1981 | 1991 | 2001 | 2011 | 2021 |
| Einwohner | 2649 | 2714 | 2467 | 2648 | 4030 | 4034 |

Trotz der zunehmenden Mechanisierung der Landwirtschaft und der Aufgabe bäuerlicher Kleinbetriebe ist die Bevölkerung – hauptsächlich durch Zuwanderung – seit den 2000er Jahren deutlich angestiegen.

## Sehenswürdigkeiten
- Andreaskirche (Iglesia de San Andrès)

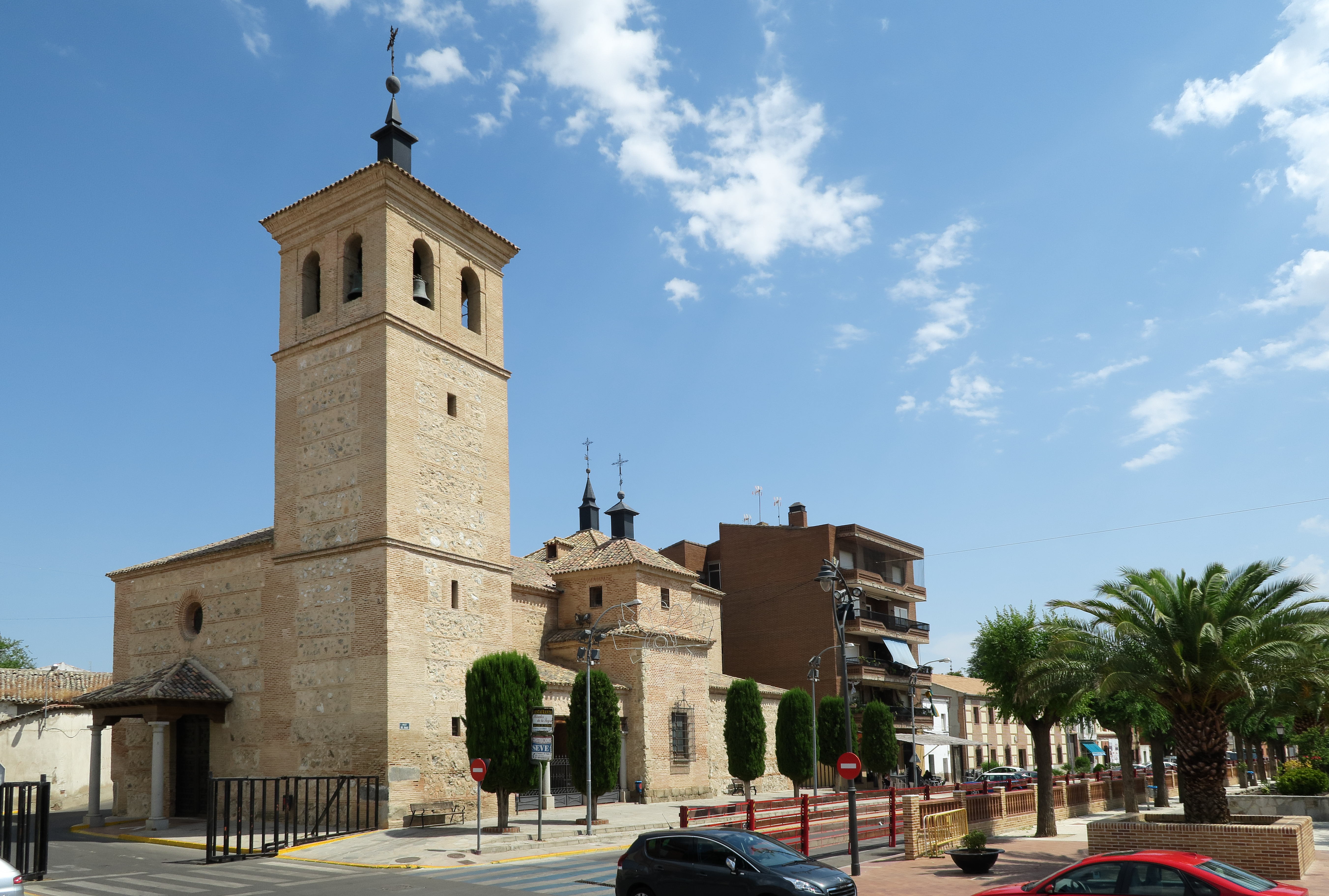
Andreaskirche

## Persönlichkeiten
- Caridad Zazo Cardeña (* 1945), Geologin
- José Luis González (* 1957), Leichtathlet
- Mabel Lozano (* 1967), Modell, Regisseurin